# Unutulmaz
Unutulmaz (uit het Turks: "Onvergetelijk") was een Turkse televisiesoap die van 2009 tot 2011 werd uitgezonden door de zender ATV. Een belangrijke verhaallijn gaat over de liefde van de rijke zakenman Harun (Serhan Yavaş) voor de eenvoudige naaister Eda (Özlem Yılmaz), en de pogingen van haar jaloerse zus Melda (Sinem Öztufan) om deze liefde te dwarsbomen.